# Заметки по еврейской истории
«Заме́тки по евре́йской исто́рии» — сетевой портал, в рамках которого издаются ежемесячные издания: журнал «Заметки по еврейской истории» (с 2001 года) и альманах «Еврейская старина» (с 2002 года). Основатель портала и главный редактор изданий — Евгений Беркович.
Журнал «Заметки по еврейской истории» имеет более 15 постоянных рубрик и отличается широтой тематики — в архиве журнала более пяти тысяч оригинальных статей по еврейской истории, традиции, культуре. Количество авторов приближается к двум тысячам.
Альманах «Еврейская старина» выходит как в сетевом, так и в бумажном вариантах. На портале действуют также многочисленные форумы и гостевая книга.
Сетевой портал «Заметки по еврейской истории» входит в Каталог наиболее значимых сетевых проектов «Еже-ТОП», поддерживаемый Международным союзом интернет-деятелей «ЕЖЕ», а также помещён в рубрику «Этнография и история народов» Яндекс.Каталога.